# Lakatostelep
Lakatostelep est un quartier situé dans le 18e arrondissement de Budapest. 